# Henry Levin
Henry Levin (Trenton, 5 de junho de 1909 - 1 de maio de 1980) foi um ator e diretor de teatro, mas foi mais notável como diretor de cinema americano com mais de cinquenta longas-metragens. Seus créditos mais conhecidos foram Jolson Sings Again (1949), Viagem ao Centro da Terra (1959) e Where the Boys Are (1960).

## Biografia

### Carreira como ator
Levin iniciou sua carreira artística como ator. Ele esteve na Broadway em Somewhere in France (1941) e em Cuckoos on the Hearth (1941). Ele trabalhou para produções teatrais de Brock Pemberton.

### Columbia Pictures

#### Diretor de Diálogo
Em maio de 1943, Levin assinou um contrato para trabalhar na Columbia Pictures. Ele foi um dos três diretores de teatro recrutados pelo estúdio - os outros foram William Castle e Leslie Urbach. A função de Levin era trabalhar com os atores mais jovens da Columbia.
Em abril, Levin foi contratado para trabalhar como diretor de diálogo em The Clock Struck Twelve (mais tarde intitulado Passport to Suez) com Warren William, um dos filmes de Lone Wolf. Mais tarde, ele foi diretor de diálogo em Dangerous Blondes (1943), Nomeação em Berlim (1943) e Two Man Submarine (1944).
Levin foi então contratado pela Columbia Pictures como diretor, juntamente com vários outros "potenciais" que começaram como diretores de diálogos: Fred Sears, William Castle, Mel Ferrer e Robert Gordon.

#### Diretor
Seu primeiro filme como diretor foi Cry of the Werewolf (1944) com Nina Foch. Seguiu com o Sargento Mike (1944) com Larry Parks, Dancing in Manhattan (1944), um documentário The Negro Sailor (1945) e I Love a Mystery (1945), baseado no programa de rádio.
Levin dirigiu The Fighting Guardsman (1945) e foi chamado para trabalhar em O Bandido da Floresta de Sherwood (1946), um filme de Robin Hood que era muito popular.
Dirigiu Night Editor (1946), outro roteiro baseado em um programa de rádio, e duas sequências de I Love a Mystery, The Devil's Mask (1946) e The Unknown (1946). Levin fez outro fanfarrão, O Retorno de Monte Cristo (1946).

#### Charles Vidor
O próximo crédito de Levin foi o drama A culpa de Janet Ames (1947), substituindo Charles Vidor durante as filmagens.
A essa altura, ele era um dos principais diretores da Columbia, produzindo The Corpse Came COD (1948), The Gallant Blade (1948) com Larry Parks, The Mating of Millie (1948) com Glenn Ford e The Man from Colorado (1949) com a Ford e William Holden; no Colorado, ele substituiu Vidor novamente durante as filmagens.
Levin ajudou a dirigir o Sr. Soft Touch (1949) com Ford e teve o maior sucesso de sua carreira com Jolson Sings Again (1949), estrelado por Parks. Ele fez uma comédia romântica And Baby Makes Three (1949) e depois substituiu Vidor outra vez em um musical com Joan Caulfield, The Petty Girl (1950).
Levin se reuniu com Ford para Convicted (1950) e The Flying Missile (1950). Ele fez alguns filmes, Two of a Kind (1951) e The Family Secret (1951).

### 20th Century Fox
Em abril de 1951, Levin assinou um contrato exclusivo com a 20th Century Fox. Seu primeiro filme para eles seria Mabel and Me. Em vez disso, ele fez Belles on Their Toes (1952); The President's Lady (1952), uma cinebiografia de Andrew Jackson com Charlton Heston; O fazendeiro se casa (1953) com Betty Grable; Senhor Scoutmaster (1953) com Clifton Webb; Três jovens texanos (1954), um faroeste com Jeffrey Hunter; e The Gambler de Natchez (1954), faroeste com Dale Robertson.
Ele fez um trabalho não creditado em Caminho de um Gaúcho (1952).
Levin foi à Inglaterra para fazer The Dark Avenger (1954) com Errol Flynn, uma co-produção entre Fox e Allied Artists.
Em 1956, ele foi anunciado para Love Story com Barbara Stanwyck e produtor Paul Goldstein mas o filme não foi feito. Para Allied, ele fez Let's Be Happy (1957).

### Pat Boone
De volta a Fox, Levin dirigiu o primeiro filme de Pat Boone, Bernardine (1957).
Na Paramount, ele fez um western com Jack Palance, The Lonely Man (1957), e a Fox o chamou de volta para o segundo filme de Boone, April Love (1957).
Ele foi para a Inglaterra para fazer um filme para a Fox, Um belo pequeno banco que deveria ser roubado (1958), depois em Hollywood fez dois com Clifton Webb, O notável Sr. Pennypacker (1959) e Holiday for Lovers (1959).
Webb também deveria estar no filme de Levi, Jornada ao Centro da Terra (1959), mas adoeceu e foi substituído por James Mason; Pat Boone co-estrelou e o filme foi um grande sucesso.

### MGM
Levin foi para a MGM, onde fez Where the Boys Are (1960), uma comédia romântica para o produtor Joe Pasternak. Foi um sucesso e a MGM assinou com ele um contrato de quatro anos para fazer um filme por ano.
No mesmo estúdio, ele fez As Maravilhas de Aladim (1961) e O Maravilhoso Mundo dos Irmãos Grimm (1962), este último um figurino caro que ele fez para George Pal em Cinerama; Pal fez as seqüências de contos de fadas e Levin fez as cenas dos irmãos Grimm.
Na Universal, Levin fez If a Man Answers (1962) com Sandra Dee e Bobby Darin.
De volta à MGM, ele fez os dois últimos filmes de seu contrato, Come Fly with Me (1963), uma comédia de estilo Where the Boys Are sobre aeromoças, e Honeymoon Hotel (1964). Ao fazer o último, ele disse que estava morando em Roma.

### Irving Allen
Levin retornou à Columbia para Genghis Khan (1965), produzido por Irving Allen. A Columbia também lançou Kiss the Girls e Make Them Die (1965), dirigido por Levin para Dino de Laurentis.
Levin iria fazer um filme sobre a resistência dinamarquesa para Allen, The Savage Canary, a partir de um roteiro de John Paxton mas não foi feito.
Em vez disso, Levin fez dois filmes de Matt Helm com Dean Martin para Allen, Murderers 'Row (1966) e The Ambushers (1967). Durante a realização do último, um perfil de jornal foi publicado, alegando que o casamento de Levin estava com problemas.
Ele fez um faroeste, The Desperados (1969).

### Últimos Anos
Os créditos posteriores de Levin incluem That Man Bolt (1973), Run for the Roses (1977) e The Treasure Seekers (1979).
No final de sua carreira, ele finalmente fez alguns trabalhos na televisão, dirigindo alguns episódios de Knots Landing em 1979 e seu último trabalho, o filme de televisão Scout's Honor, onde morreu no último dia de produção.
Apesar de ter sido ator de teatro, seu único crédito como ator de tela foi em um episódio da série de televisão de 1974 Planet of the Apes.

## Filmografia como diretor
- Scout's Honor (1980 TV movie)
- The Treasure Seekers (1979)
- Run for the Roses (1977)
- That Man Bolt (1973)
- The Desperados (1969)
- The Ambushers (1967)
- Murderers' Row (1966)
- Se Tutte le Donne del Mondo (1966)
- Genghis Khan (1965)
- Honeymoon Hotel (1964)
- Come Fly with Me (1963)
- If a Man Answers (1962)
- The Wonderful World of the Brothers Grimm (1962)
- Le Meraviglie di Aladino (1961)
- Where the Boys Are (1960)
- Journey to the Center of the Earth (1959)
- Holiday for Lovers (1959)
- The Remarkable Mr. Pennypacker (1959)
- A Nice Little Bank That Should Be Robbed (1958)
- April Love (1957)
- The Lonely Man (1957)
- Bernardine (1957)
- Let's Be Happy (1957)
- The Dark Avenger (1955)
- The Gambler from Natchez (1954)
- Three Young Texans (1954)
- Mister Scoutmaster (1953)
- The Farmer Takes a Wife (1953)
- The President's Lady (1953)
- Belles on Their Toes (1952)
- The Family Secret (1951)
- Two of a Kind (1951)
- The Flying Missile (1950)
- Convicted (1950)
- The Petty Girl (1950)
- And Baby Makes Three (1949)
- Jolson Sings Again (1949)
- Mr. Soft Touch (1949)
- The Man from Colorado (1949)
- The Gallant Blade (1948)
- The Mating of Millie (1948)
- The Corpse Came C.O.D. (1947)
- The Guilt of Janet Ames (1947)
- The Return of Monte Cristo (1946)
- The Unknown (1946)
- The Devil's Mask (1946)
- Night Editor (1946)
- The Bandit of Sherwood Forest (1946)
- The Fighting Guardsman (1946)
- Dancing in Manhattan (1945)
- I Love a Mystery (1945)
- The Negro Sailor (1945)
- Sergeant Mike (1944)
- Cry of the Werewolf (1944)